# Авеллан, Карола
Карола Александра Авеллан (фин. Kaarola Alexandra Avellan; 12 июля 1853, Ускела, Великое княжество Финляндское, Российская империя — 10 августа 1930, Хельсинки, Финляндия) — финская актриса
, театральный педагог.

## Биография
Родилась у семье сенатора Карла Кристиана Авеллана.
Дебютировала в 1876 году на сцене Финского театра. Была одной из ведущих актрис этого театра.
В 1879 году совершенствовала своё мастерство в Копенгагене и Парижской консерватории. В 1887—1904 годах преподавала художественное чтение и технику речи в училище при Финском театре. В числе её учеников — актриса Хелми Линделёф.
Написала учебник по художественному слову Kaunolukemisen opas (1901).
Среди лучших ролей Каролы Авеллан — Елизавета («Мария Стюарт» Фридриха Шиллера), леди Макбет («Макбет» Шекспира).